# Ultraviolet (film)
Ultraviolet is een Amerikaanse sciencefiction/actiefilm uit 2006, geschreven en geregisseerd door Kurt Wimmer. De hoofdrollen worden vertolkt door Milla Jovovich als Violet Song en Cameron Bright als Six.
De film gebruikt deels dezelfde opzet als John Cassavetes’ cultfilm Gloria, over een vrouw en een jongen die vluchten voor de maffia, maar verplaatst het verhaal naar een dystopische wereld waarin genetisch versterkte mutanten vechten tegen een totalitair bewind van de overheid. De film wordt ook vaak vergeleken met Equilibrium, Wimmers vorige film.

## Verhaal
Het is het jaar 2078. Er heeft een wereldwijde epidemie plaatsgevonden van een vreemd virus dat in mensen vampierachtige eigenschappen veroorzaakt, zoals toegenomen spierkracht en lange hoektanden. Wie geïnfecteerd wordt, heeft altijd nog maar maximaal 12 jaar te leven. Tegelijkertijd is de overheid overgenomen door een militante medische groepering geleid door vice-kardinaal Ferdinand Daxus. Zij jagen nu op de geïnfecteerde mensen in de hoop het virus te stoppen. Zolang deze taak nog niet is volbracht, hebben ze via een noodverordening de volledige macht in handen.
Een vrouw genaamd Violet Song is inmiddels al 10 jaar geïnfecteerd, en veranderd in een meedogenloze moordenaar. Ze zit bij een verzetsorganisatie bestaande uit geïnfecteerden. Violet steelt op een dag een wapen dat bedoeld is om alle geïnfecteerden uit te roeien, maar ontdekt tot haar verbazing dat dit wapen een kind is, een jonge kloon van Daxus genaamd "Six", die antigenen in zijn lichaam draagt tegen het virus. In plaats van de jongen te doden, neemt Violet hem mee in de hoop dat ze met hem een geneesmiddel voor het virus kunnen vinden.
Naarmate de film vordert ontdekt Violet dat de antigenen in het lichaam van Six in het geheim ook bedoeld zijn om een nieuwe epidemie te creëren. Het oude virus is bijna geheel uitgeroeid, maar Daxus en zijn groepering willen hun machtspositie niet verliezen. Daarom willen ze de mensen weer ziek maken zodat hun “hulp” langer nodig zal zijn. Violet probeert een tegengif te vinden voordat de antigenen Six fataal worden, maar faalt en Daxus neemt Six’ lichaam mee voor ontleding.
Violet achtervolgt Daxus en vermoordt hem. Daarna slaagt ze erin Six alsnog te genezen met het oude virus, dat ze nog bij zich draagt.

## Rolverdeling
- Milla Jovovich - Violet Song jat Shariff
- Cameron Bright - Six
- Nick Chinlund - Vice-kardinaal Ferdinand Daxus
- William Fichtner - Garth
- Sebastien Andrieu - Nerva
- Ida Martin - Young Violet Song jat Shariff
- Ricardo Mamood - Song jat Shariff/Mr. Shariff, Violets echtgenoot
- Jennifer Caputo - Elizabeth P. Watkins
- Katarina Jancula (extended version) - Shariffs nieuwe vrouw
- Duc Luu - Kar Waia
- Ryan Martin - Agent Breeder
- Digger Mesch - Agent Endera

## Achtergrond

### Productie
De productie van Ultraviolet begon in februari 2004. De film werd opgenomen in verschillende steden in China, met name Hongkong en Shanghai. De productie werd in juni 2004 afgerond. De hele film is digitaal opgenomen op high-definition video met een Sony HDW-F900.
In 2005 lekte de eerste trailer van de film uit op het internet. Regisseur Kurt Wimmer bezocht zelf meerdere fora en andere webpagina's waar de trailer stond, en eiste dat deze zou worden verwijderd. De beheerders van de sites gaven gehoor aan deze oproep, en de trailer werd uit de lucht gehaald tot de officiële uitgave in januari 2006.
De geluidsband van de film bevat onder andere de nummers "Clubbed to Death (Kurayamino Edition)" van Rob Dougan en "24" van Jem.

### Uitgave en ontvangst
Ultraviolet werd op 3 maart 2006 uitgebracht in Noord-Amerika. Screem Gems besloot de film niet eerst aan critici te tonen.
De reacties op de film waren doorgaans negatief. Op Rotten Tomatoes gaf slechts 9% van de recensenten de film een goede beoordeling. Critici waren vooral ontevreden over enkele van de vechtscènes, die onrealistisch en verwarrend zouden zijn, het verhaal, het overmatige gebruik van computeranimatie, en de camerabewegingen. Verder werd Screen Gems bekritiseerd voor het feit dat ze meer dan een half uur aan scènes uit de film hadden geknipt. Hierdoor werden enkele extra plotwendingen, zoals Violets verlangen naar een familie, uit de film verwijderd.
De film bracht wereldwijd $31.070.211 op, net genoeg om het productiebudget van 30 miljoen dollar terug te verdienen.

### Spin-offs
Yvonne Navarro schreef een romanversie van de film, waarin de personages een uitgebreidere achtergrond en meer karakterontwikkeling krijgen. Het boek wijkt op bepaalde punten ook af van de film. Zo zijn enkele van de onwaarschijnlijke plotwendingen uit de film weggelaten.
Een animefilm gebaseerd op de film, getiteld Ultraviolet: Code 044, werd gemaakt door Madhouse.